# ميكلوس سابو
ميكلوس سابو (بالمجرية: Szabó Miklós)‏ هو عداء مسافات طويلة مجري، ولد في 22 ديسمبر 1928.

## وصلات خارجية
- ميكلوس سابو على موقع الاتحاد الدولي لألعاب القوى (الإنجليزية)
- ميكلوس سابو على موقع رابطة إحصائيات سباق الطريق (الإنجليزية)
- ميكلوس سابو على موقع أوليمبيديا (الإنجليزية)